# ألبرت لورد (فقيه لغة)
ألبرت لورد (بالإنجليزية: Albert Lord)‏ هو فقيه لغة أمريكي، ولد في 15 سبتمبر 1912 في بوسطن في الولايات المتحدة، وتوفي في 29 يوليو 1991 في كامبريدج في الولايات المتحدة.

## وصلات خارجية
- ألبرت لورد على موقع الموسوعة البريطانية (الإنجليزية)